# Badra Gunba
Badra Zurabovich Gunba (abecásio: Бадра Зураб-иԥа Гәынба, russo: Бадра Зурабович Гунба; Sucumi, 14 de agosto de 1982) é um político abkhaziano que atualmente atua como presidente interino da Abecásia. Anteriormente, foi ministro da cultura e preservação do patrimônio histórico e cultural da Abkhazia de 2011 a 2014. Foi nomeado pelo recém-eleito presidente Alexander Ankvab em 13 de outubro de 2011. Após a revolução de maio de 2014 e a eleição do presidente Raul Khajimba, Gunba foi substituído como ministro por Elvira Arsalia.
Foi eleito vice-presidente da Abkhazia como companheiro de chapa de Aslan Bjania nas eleições presidenciais de 2020.
Em 19 de novembro de 2024, Gunba tornou-se presidente interino da Abkhazia quando Aslan Bjania renunciou após a invasão do parlamento por manifestantes da oposição. Ele está concorrendo à presidência por direito próprio nas eleições presidenciais da Abkhazia de 2025 e é supostamente o candidato mais favorecido pela Rússia na eleição. Em 15 de fevereiro, Gunba, coletando 47% dos votos no primeiro turno, avançou para um segundo turno contra Adgur Ardzinba. Ele venceu o segundo turno em 1º de março com 55% dos votos.
Gunba é formado em contabilidade e auditoria, bem como doutorado em ciências econômicas.